# Patrocle d'Arles
Pour les articles homonymes, voir Patrocle.

Patrocle (mort assassiné au début de 426) est un prélat de Gaule, archevêque d’Arles de 412 à sa mort.

## Biographie
Il accède en 412 à la tête de l'évêché d'Arles porté par un mouvement populaire qui renverse l'évêque Heros lors des luttes entre Constance et Constantin; cette élection cause dans tout l'épiscopat provençal des troubles notamment entre Proculus, l’évêque de Marseille, et Patrocle.

### Le conflit avec Proculus, l'évêque de Marseille
En effet dès  417, Proculus décide avec la complicité de Lazarus (l'ancien évêque d'Aix, chassé en 412) proche de l'ancien prélat arlésien Héros, de nommer un évêque à La Ciotat et à Saint-Jean-de-Garguier, cités proches de Marseille mais se trouvant sur le territoire du diocèse d'Arles, alors très étendu. Il s'agit manifestement d’une provocation par rapport au compromis du concile de Turin qui avait statué sur les limites des évêchés d'Arles et Marseille. L'évêque d'Arles, Patrocle va directement à Rome plaider sa cause en rappelant les décisions de ce concile et le pape Zosime (417-†418) lui donne satisfaction. Il rend à Patrocle les droits sur les évêchés disputés, excommunie Lazarus et Proculus, donne à l'archevêque d'Arles autorité sur l'ancienne province de Narbonnaise et en fait son vicaire en Gaule. De plus, l'évêque d'Arles, contrairement aux décisions concile de Turin, devient l'intermédiaire obligé pour toutes les relations avec le Saint-Siège. Le découpage ecclésiastique n'est plus calqué sur l'organigramme de l'administration civile, mais sur une tradition arlésienne : celle de saint Trophime, fondateur de l'Église d'Arles et, aux yeux des arlésiens, premier évangélisateur de la Provence.

### Un archevêque d'une cité importante
Par ailleurs à cette même époque –simple coïncidence ?- la ville d’Arles voit grandir son rôle politique. Par l'édit d'Honorius et Théodose du 17 avril 418, reçu à Arles le 23 mai, cette cité est choisie comme lieu d'assemblée annuelle des sept provinces du diocèse de Viennoise, laquelle assemblée doit se tenir chaque année entre le 13 août et le 13 septembre, en présence du préfet du prétoire, des gouverneurs des provinces, des nobles revêtus de dignités officielles et des députés des curies.

### Le revirement du pape Boniface Ier
Toutefois, dès 419, le successeur du pape Zosime, Boniface Ier (419 à 422), revenant sur la décision de son prédécesseur, bouleverse les données du problème en reconnaissant les évêques de Narbonne et de Vienne comme métropolitains, laissant cependant à Arles la tutelle religieuse sur les deux provinces de Narbonnaise Seconde et des Alpes-Maritimes.

### La fin de sa vie
En dépit de ce revers Patrocle demeure un personnage important. C’est à lui et à Amatus le préfet des Gaules qu’en 425, l'empereur Valentinien III fait parvenir un décret dans lequel il stipule l’interdiction faite aux Juifs d’occuper des fonctions judiciaires, de servir dans l’armée et de posséder des serviteurs chrétiens. Toujours en 425, le vicariat pontifical lui est confirmé par la régente Galla Placidia. Cette dernière inspire également à l'empereur Valentinien III, une ordonnance qui impose aux évêques gaulois contaminés par le pélagianisme de faire leur rétractation entre les mains du primat d'Arles.
Patrocle meurt assassiné, peu après au début de l'année 426, victime du nouveau patrice et maître de la milice romaine, le Magister Militum Félix. 
On soupçonne aussi Proculus, l’évêque de Marseille, avec qui Patrocle s’est souvent disputé, d’avoir trempé dans le meurtre de son rival. D’après l'historienne Émilienne Demougeot, ce meurtre pourrait également avoir pour origine les sympathies pro-barbares de l’évêque.

## Postérité
Patrocle divise les historiens. Si Louis Duchesne laisse transparaître un jugement peu favorable, d'autres comme l'ancien conservateur des musées d'Arles Jean-Maurice Rouquette qui le qualifie de grande qualité quoi qu'en disent ses biographes, ont une appréciation plus positive.